# Yitzhak Gruenbaum
Yitzhak Gruenbaum (en hebreo e yiddish: יצחק גרינבוים, en polaco: Izaak Grünbaum); (1879-1970) fue un destacado líder del movimiento sionista entre los judíos polacos en el período de entreguerras y del Yishuv en el Mandato británico. Gruenbaum fue el primer Ministro del Interior del Estado de Israel.

## Biografía
Yitzhak ("Itche") Gruenbaum nació en Varsovia, Polonia. Mientras era estudiante de jurisprudencia, comenzó actividades en nombre del movimiento sionista y se dedicó al periodismo. Se desempeñó como editor de varios periódicos de amplia circulación entre los judíos polacos, incluido el hebreo Ha-Zefirah y el semanario hebreo Ha-Olam. Bajo su dirección, el diario en yiddish Haynt adquirió un sesgo pro-sionista.
En Polonia, Gruenbaum encabezó la facción Sionista Radical, inicialmente conocida en Polonia como Al Hamishmar. En 1919 fue elegido miembro del Sejm (parlamento polaco), donde, junto con Apolinary Hartglas, organizó un "bloque judío" que unió a la mayoría de los partidos judíos. Fue la fuerza impulsora en la formación de una colaboración con otros partidos minoritarios representados en el Sejm, incluidos alemanes, ucranianos y otros, para formar una alianza del Bloque de Minorías Nacionales en 1922, que actuó para representar los derechos de las poblaciones minoritarias en Polonia. Sus esfuerzos provocaron un aumento de la representación judía en el Sejm, que estuvo acompañado por un aumento del sionismo político. Gruenbaum era conocido por su postura valiente y militante contra sus oponentes y en nombre de los intereses de las minorías, mientras que también criticaba al partido ultraortodoxo Agudat Israel y al cabildeo judío.
Después de mudarse a París en 1932, Gruenbaum emigró a Eretz Israel en 1933 después de ser elegido para el Ejecutivo de la Agencia Judía, durante el Decimoctavo Congreso de la Organización Sionista.

## Activismo sionista

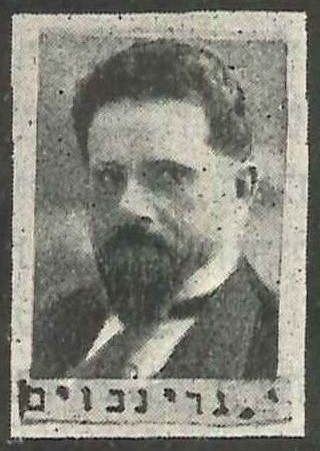
Yitzhak Gruenbaum, 1926

Durante el Holocausto, sirvió en el "Comité de los Cuatro" elegido al estallar la Segunda Guerra Mundial para mantener contacto con los judíos polacos y ayudar en su rescate. En 1942, cuando llegó la noticia al Yishuv del exterminio masivo por parte de las fuerzas de ocupación alemanas en Europa del Este, Gruenbaum fue elegido para encabezar un Comité de Rescate de 12 miembros compuesto por representantes de las distintas partes. Debido a las circunstancias que prevalecían en ese momento, sus esfuerzos de rescate no lograron mucho.
Al final de la guerra, sufrió una crisis personal que involucró a su hijo, Eliezer Gruenbaum. Este último, sobreviviente del Holocausto, fue acusado en París por otros dos sobrevivientes del Holocausto de haber servido como Kapo y de actuar con crueldad hacia los prisioneros judíos. Durante la detención y el juicio de su hijo, Gruenbaum permaneció a su lado. Cuando se cerró el caso, Eliezer emigró a Eretz Israel pero continuó siendo atacado por grupos religiosos y de derecha ansiosos por desacreditar a su padre. No mucho después, Eliezer murió en la Guerra de Independencia de Israel.

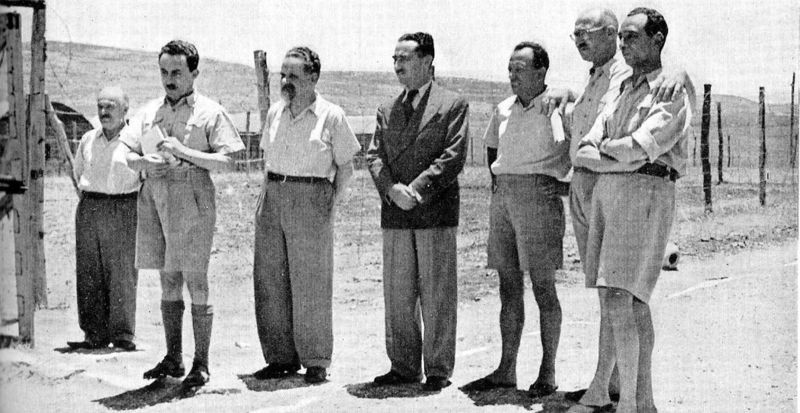
Líderes sionistas, arrestados en la Operación Agatha, detenidos en Latrun (izq.): David Remez, Moshe Sharett, Yitzhak Gruenbaum, Dov Yosef, Mr. Shenkarsky, David Hacohen e Isser Harel (1946)

En 1946, Gruenbaum estaba entre los directores de la Agencia Judía arrestados por los británicos e internados en un campo de detención en Latrun .
Pasó sus últimos años en el kibutz Gan Shmuel y murió en 1970.

## Carrera política
Gruenbaum estaba entre un grupo de 13 líderes que formaban el gobierno provisional del Estado emergente y, como miembro del Consejo de Estado Provisional (Moetzet HaAm), firmó la Declaración de Independencia de Israel. Entre 1948 y 1949 se desempeñó como miembro del Consejo de Estado Provisional y fue el primer Ministro del Interior en ese período formativo. Su postura inicial fue con los sionistas generales, pero con el paso del tiempo se movió hacia la izquierda. Se convirtió en partidario del partido socialista - sionista Mapam y era conocido como un laico declarado. Gruenbaum encabezó una lista independiente en las elecciones para la primera Knesset, pero no logró obtener el número mínimo de votos para asegurarse un escaño.
Más tarde fue candidato a presidente en las elecciones presidenciales de 1952 junto a Yitzhak Ben-Zvi del Mapai, Peretz Bernstein de los sionistas generales y Mordechai Nurock de Mizrachi. Sin embargo, fue derrotado por Ben-Zvi.

## Periodismo y carrera literaria.
Se desempeñó como editor del hebreo Ha-Zefirah, el semanario hebreo Ha-Olam y el diario Yiddish, Haynt.

## Conmemoración
Alonei Yitzhak, un pueblo de jóvenes israelíes cerca de Binyamina en el norte de Israel, lleva su nombre.

## Otras lecturas
- Enciclopedia Judaica , vol. 7, págs. 943–944.
- Website de los Archivos Sionistas Centrales en Jerusalén. Oficina de Yitzhak Gruenbaum (S46), documentos personales (A127)